# Inouethuidium robbinsii
Inouethuidium robbinsii är en bladmossart som beskrevs av R. Watanabe 1991. Inouethuidium robbinsii ingår i släktet Inouethuidium och familjen Thuidiaceae. Inga underarter finns listade i Catalogue of Life.